# Managerzone
Managerzone is een online computerspel, waarin de speler de rol van manager van een sportteam vervult. Het spel biedt twee sporten, namelijk voetbal en ijshockey. Het spel kent zijn oorsprong in Zweden, waar dit twee populaire sporten zijn. In tegenstelling tot concurrenten zoals Hattrick is of was het spel niet altijd volledig gratis. In 2007 telde het spel ongeveer 600.000 geregistreerde gebruikers.
Na registratie krijgt een speler een club toegewezen. Deze club werkt competitiewedstrijden af in een toegewezen reeks. Door het spel van promotie en degradatie kan men op het einde van een seizoen opklimmen naar een hogere reeks, of wegzakken naar een lagere. Parallel bestaan bekertoernooien, waaraan men tegen een kleine betaling kan aan deelnemen. Tegenover deze bijdrage staat dat de winnaar een echte prijs kan opstrijken, zoals een Xbox of een digitale camera.
Het belangrijkste element van elke club zijn de spelers, die volledig fictieve personen zijn. Een speler  heeft 13 vaardigheden, die de waarde van de speler tijdens wedstrijden en op de transfermarkt bepalen. Elk van deze vaardigheden heeft een waarde van 0 tot 10. Als manager kan men elke speler laten trainen op een van 11 vaardigheden; enkel ervaring en vorm zijn niet trainbaar. De vaardigheden die wel kunnen getraind worden zijn snelheid, uithouding, spelintelligentie, passen, schieten, koppen, keepen, balcontrole, tackelen, lange passen en spelhervattingen.